# Бураков, Александр Пантелеевич
Александр Пантелеевич Бураков (27 мая 1930 год, Кемеровская область — ?) — мастер Львовского завода имени В. И. Ленина Министерства радиопромышленности СССР. Герой Социалистического Труда (1971).
Родился в 1930 году в шахтёрской семье в одном из населённых пунктов современной Кемеровской области. После окончания семилетки трудился на шахте в Кузбассе. Окончил ремесленную школу в Красноярске по специальностям «слесарь и судовой моторист». Прошёл одну навигацию на теплоходе «Серго Орджоникидзе» на Енисее. В начале 1950-х годов был призван на срочную службу в Советской Армии. Службу проходил во Львове, где остался после армии.
С 1955 года трудился учеником в механическом цехе завода «Измеритель» (с 1969 года — Львовский завод имени Ленина). Вступил в КПСС. Занимался выпуском радиотехнической аппаратуры для войск ПВО СССР. Освоил смежные профессии токаря, фрезеровщика и шлифовщика. Позднее был назначен мастером, старшим мастером.
Указом Президиума Верховного Совета СССР от 26 апреля 1971 года «за выдающиеся достижения в выполнении заданий пятилетнего плана и организацию производства новой техники» удостоен звания Героя Социалистического Труда с вручением ордена Ленина и золотой медали «Серп и Молот».
После выхода на пенсию проживал во Львове.
Награды
- Герой Социалистического Труда
- Орден Ленина
- Орден Октябрьской Революции (25.03.1974)